# میگ-۱۹

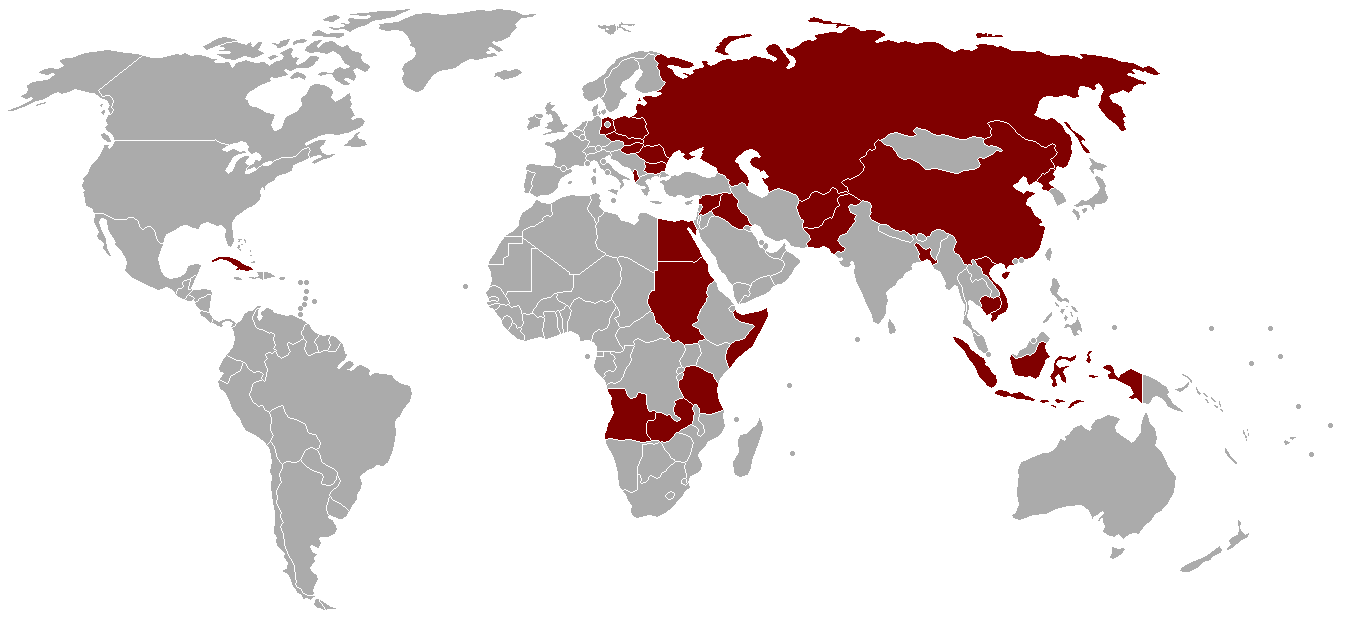
کاربران سابق میگ-۱۹

میکویان-گورویچ میگ-۱۹ (روسی: Микоян и Гуревич МиГ-۱۹)(نام ناتو:فارمر) یک جنگنده جت نسل دو تک سرنشینه دوموتوره است. اولین هواپیمای ابرصوت شوروی در پرواز در سطح بود. در مقایسه هم رده هواپیمای اف-۱۰۰ آمریکا طبقه بنده می‌شود. با این حال در عمل در ویتنام برابر هواپیماهای مدرنی چون اف-۴ و اف-۱۰۵ قرار گرفت. درحال حاضر این هواپیما تنها در نیروی هوایی کره شمالی فعال است که همهٔ آنها نسخهٔ چینی این محصول با نام شن‌یانگ جی-۶ هستند.

## مشخصات (میگ -۱۹اس)

طرح سه نمای میگ-۱۹

داده‌ها از MiG:Fifty Years of Secret Aircraft Design
ویژگی‌های عمومی
- خدمه: ۱
- طول: ۱۲٫۵۴ متر (۴۱ فوت ۲ اینچ) with pitot probe retracted; ۱۴٫۶۴ متر (۴۸٫۰ فوت) with pitot probe extended
- پهنای بال: ۹ متر (۲۹ فوت ۶ اینچ)
- ارتفاع: ۳٫۸۸ متر (۱۲ فوت ۹ اینچ)
- مساحت بال‌ها: ۲۵ متر مربع (۲۷۰ فوت مربع)
- ایرفویل: ریشه بال: TsAGI SR-12S (8.74%); نوک بالها: TsAGI SR-7S (8%)[۲]
- وزن خالی: ۵٬۱۷۲ کیلوگرم (۱۱٬۴۰۲ پوند) [۳]
- وزن ناخالص: ۷٬۵۶۰ کیلوگرم (۱۶٬۶۶۷ پوند)
- بیشترین وزن برخاست: ۸٬۸۳۲ کیلوگرم (۱۹٬۴۷۱ پوند) با ۲ عدد مخزن سوخت بیرونی ۷۶۰ لیتر (۱۷۰ گالون بریتانیایی؛ ۲۰۰ گالون آمریکایی) و دو پرتاب کننده راکت
- ظرفیت سوخت: ۱٬۸۰۰ لیتر (۴۸۰ گالون آمریکایی؛ ۴۰۰ گالون بریتانیایی) مخازن سوخت داخلی
- پیشرانه: ۲ عدد موتور توربوجت با پس سوز تومانسکی آر.دی-۹ بی, ۲۵٫۵ کیلونیوتن (۵٬۷۰۰ پوند-نیرو) thrust  در هر موتور dry, ۳۱٫۸ کیلونیوتن (۷٬۱۰۰ پوند-نیرو) با پس‌سوز

عملکرد
- حداکثر سرعت: ۱٬۴۵۲ کیلومتر بر ساعت (۹۰۲ مایل بر ساعت، ۷۸۴ گره) at ۱۰٬۰۰۰ متر (۳۳٬۰۰۰ فوت)
- حداکثر سرعت: ۱٫۳۵ ماخ
- بُرد: ۱٬۳۹۰ کیلومتر (۸۶۰ مایل، ۷۵۰ مایل دریایی)
- بُرد معبر: ۲٬۲۰۰ کیلومتر (۱٬۴۰۰ مایل، ۱٬۲۰۰ مایل دریایی) با ۲ مخزن سوخت بیرونی به ظرفیت۷۶۰ لیتر (۲۰۰ گالون آمریکایی؛ ۱۷۰ گالون بریتانیایی) در ارتفاع ۱۴٬۰۰۰ متر (۴۶٬۰۰۰ فوت)
- حداکثر ارتفاع: ۱۷٬۵۰۰ متر (۵۷٬۴۰۰ فوت)
- نرخ صعود: ۱۷۷٫۸ متر بر ثانیه (۳۵٬۰۰۰ فوت بر دقیقه)

تسلیحات

- اسلحه‌ها: ۳ قبضه توپ خودکار نودلمان-ریختر ان.آر ۳۰ با کالیبر۳۰ میلی‌متری با (۷۵ گلوله برای توپ‌های در سازه بالها، ۵۵ گلوله برای توپ در بدنه)
- آویزگاه‌های حمل سلاح: ۴ آویزگاه خارجی تسلیحات ، ۲ عدد فقط برای مخزن سوخت بیرونی ، ۲ عدد برای اسلحه، با ظرفیت تا ۵۰۰ کیلوگرم (۱،۱۰۰ پوند) برای حمل ترکیبی از: ، با قابلیت حمل ترکیبی از:
  - راکت‌ها: ۲ × 32-round ORO-57K rocket pods (4 from 1957)[۴]
  - بمب‌ها: 2 x FAB-250[۴]

## نگارخانه

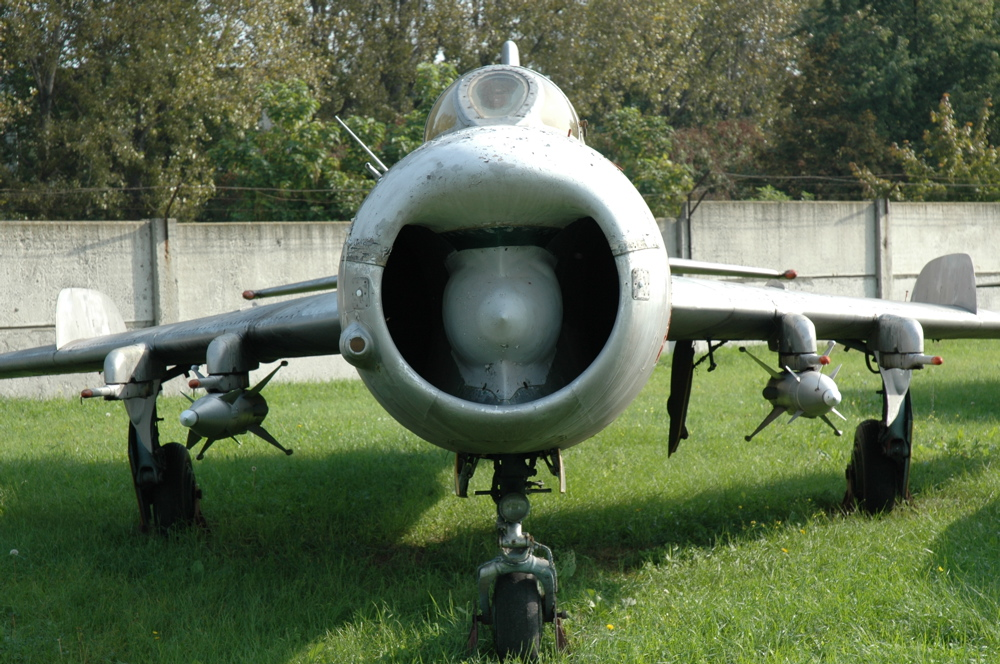
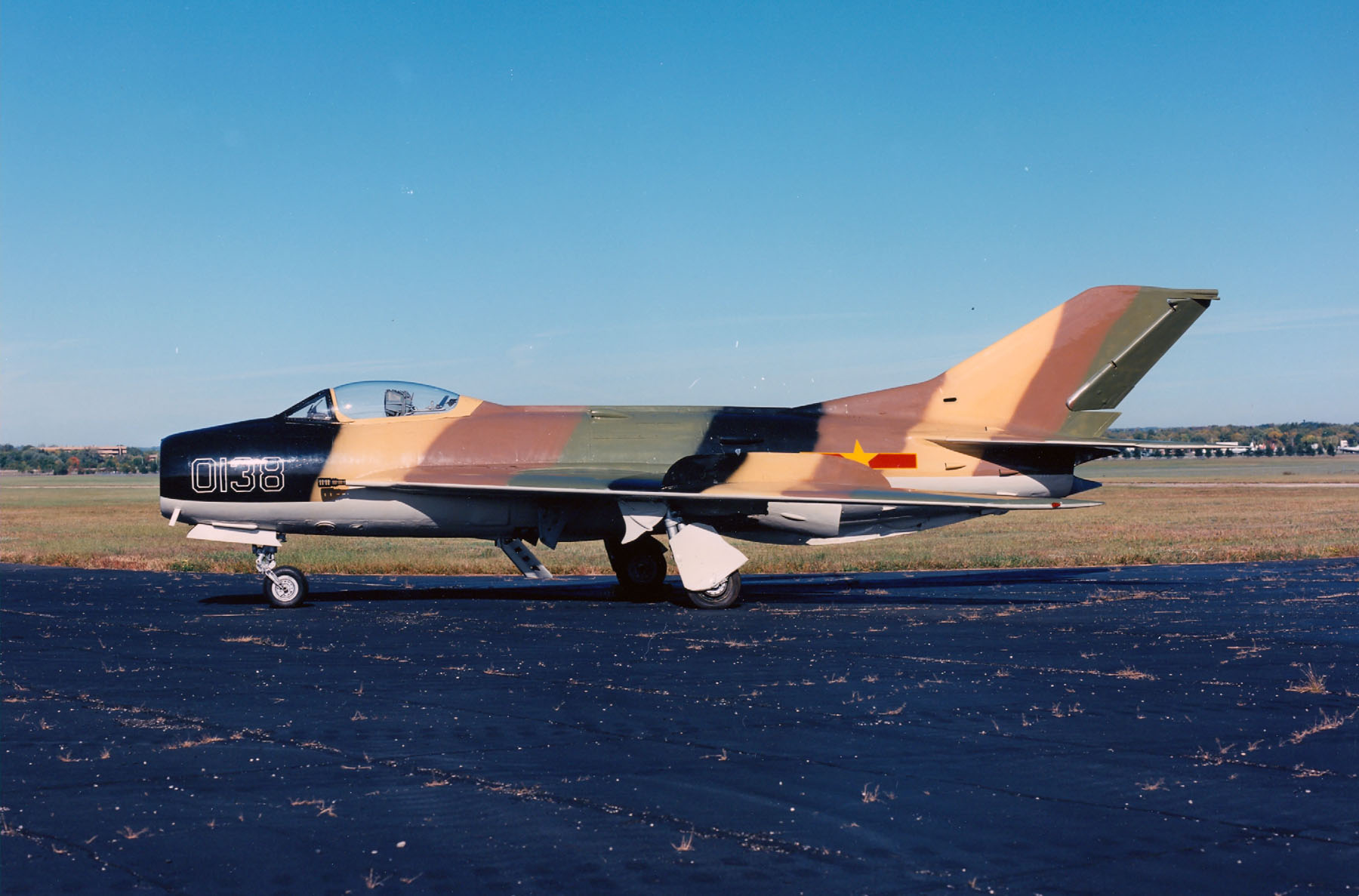
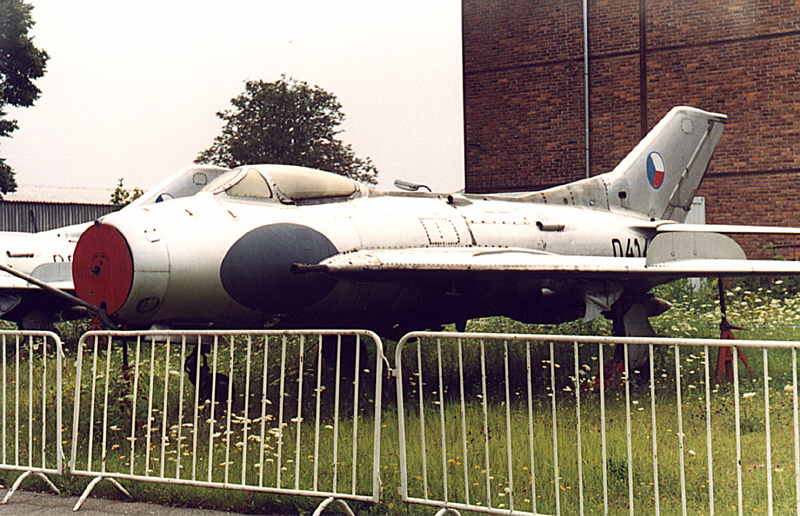
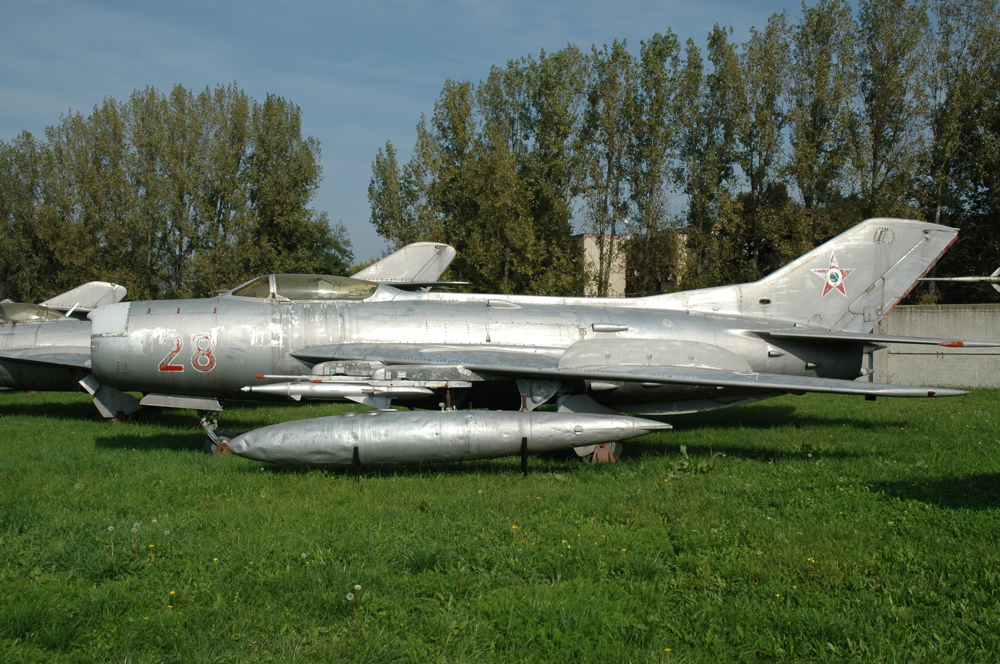
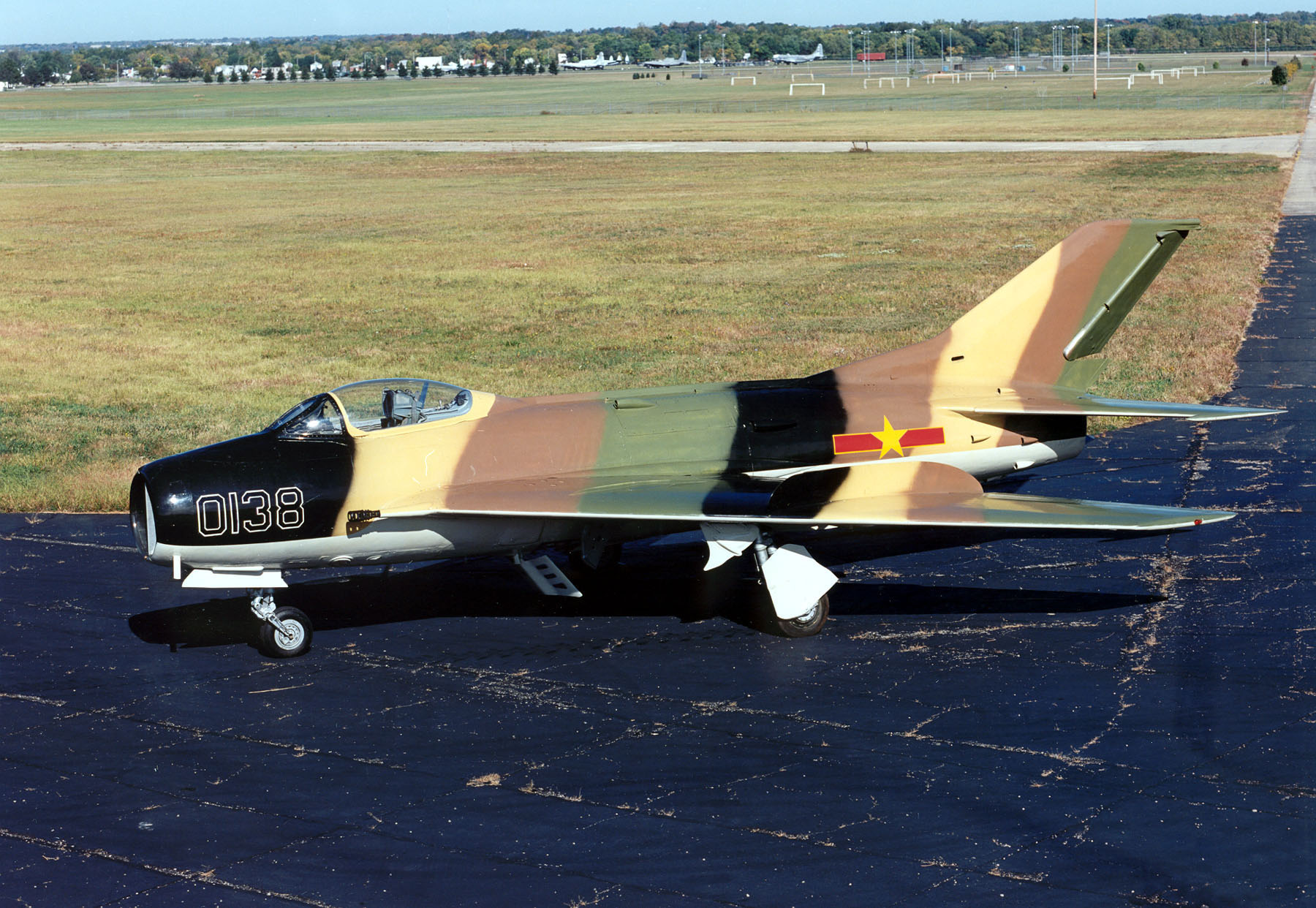
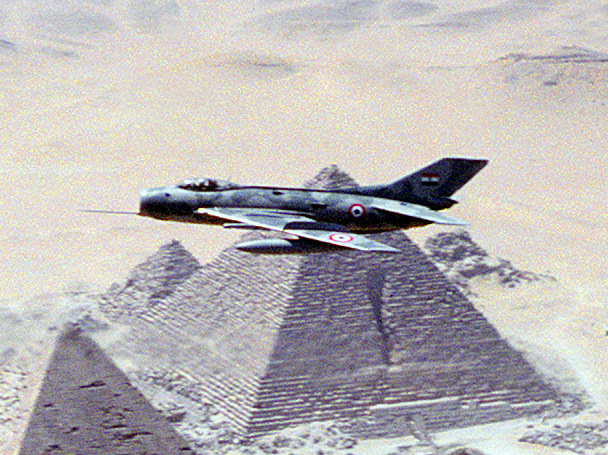
نیروی هوایی مصر